# Siavonga
Siavonga es una ciudad situada en la provincia del Sur, Zambia. Se encuentra en la orilla norte del lago Kariba. Es el principal centro turístico de Zambia en el lago, con alojamiento, paseos en bote y excursiones de pesca. Tiene una población de 5.569 habitantes, según el censo de 1990.